# Келвинский акведук
Келвинский акведук — судоходный акведук в Глазго, по которому канал Форт — Клайд проходит над рекой Келвин. Является объектом культурного наследия Шотландии категории A.

## История
|  |

Проект акведука был разработан Робертом Уитвортом, одним из инженеров-контролеров в команде Джона Смитона, проектировавшего и строившего канал Форт — Клайд. Подрядчиками строительства акведука были Уильям Гибб, явившийся основателем инженерной династии, прославившейся инженерной компанией «Сэр Александр Гибб и партнеры», и Джон Мюир, который также построил расположенные рядом пять Мэрихиллских шлюзов канала. 16 июня 1787 года Арчибальд Спирс, председатель комитета по строительству канала, заложил первый камень в фундамент акведука.
После своего открытия в 1790 году Келвинский акведук стал самым большим судоходным акведуком Великобритании, зрители были впечатлены видом парусных лодок, проплывавших над их головами. Общая стоимость реализации проекта составила 8509 фунтов стерлингов, что превысило первоначальную сметную стоимость в 6200 фунтов стерлингов.
В 1989 году Келвинский акведук был признан объектом культурного наследия Шотландии категории A.

## Описание
Акведук имеет длину 445 футов (136 м), с четырьмя арками, каждая с длиной пролета 50-футов (15 м) и высотой над поверхностью реки 62 фута (19 м). Акведук был спроектирован так, чтобы глубина воды в его русле составила 8 футов (2,4 м).
Арки акведука и опоры отделаны рустикой, при этом все три промежуточные опоры имеют ледорезы, хотя непосредственно в реке стоит только одна опора. Парапеты, ограничивающие русло канала на акведуке по боковым сторонам, имеют округлую форму, фактически являясь лежащими на боку арками, с высотой сегмента арки составляющей приблизительно 1/10 длины пролёта арки. Данная конструкция, как и в случае Лаггиского акведука, поперечную силу давления воды на стенки корыта, по которому проходит канал по акведуку, существенно возрастающую при следовании судов по акведуку, преобразует в распор — продольную реакцию арки, силу, идущую вдоль течения канала и передаваемую устоям моста. Это хорошо видно при виде сверху, в частности, при нахождении на бечёвнике канала непосредственно на акведуке.